# شاهزاده خفته (نمایشنامه)

چاپ نخست (منتشرشده توسط همیش همیلتون در ۱۹۵۴)

شاهزاده خفته: قصهٔ پریان گهگاهی (انگلیسی: The Sleeping Prince: An Occasional Fairy Tale) نمایشنامهٔ سال ۱۹۵۳ نوشتهٔ ترنس رتیگان است که مصادف با تاج‌گذاری الیزابت دوم در همان سال پدید آمد. داستان آن در سال ۱۹۱۱ در لندن جریان دارد و به مری مورگان، بازیگر جوانی، می‌پردازد که با شاهزاده چارلز کارپاتیا ملاقات می‌کند و در نهایت او را مجذوب خود می‌کند. فرض می‌شود که داستان آن از کارول دوم رومانی الهام گرفته شده‌است.
مریلین مونرو حقوق این نمایشنامه را خرید و سپس فیلم شاهزاده و شوگرل (۱۹۵۷) را تهیه‌کنندگی کرد و ترنس رتیگان نیز اقتباس سینمایی آن را نوشت.